# Tommy Taylor (rugbista)
Thomas William James Taylor (Macclesfield, Inglaterra, 11 de noviembre de 1991), más conocido como Tommy Taylor, es un jugador profesional inglés de rugby que se desempeña en la posición de hooker en Sale Sharks, equipo perteneciente a la liga Premiership Rugby.

## Carrera
En 2013 comenzó su carrera deportiva con el equipo Sale Sharks, en el cual jugó tres temporadas (2013-2016), después pasó a Wasps RFC (2016-2021), luego regresó a Sale Sharks, donde lleva jugando tres temporadas.